# 10 гривень (банкнота)
10 гривень — українські банкноти, що вводилися в обіг Національним банком України (НБУ) з 1996 року. Знаходяться в обігу разом з десятигривневими монетами. З 2023 року 10-гривневі банкноти поступово вилучаються та замінюються в обігу монетами відповідного номіналу. Крім цього, цей номінал між 1918—1920 роками випускала УНР.

## Історія

### УНР
Після проголошення Української Народної Республіки (УНР) третім універсалом Центральної Ради у листопаді 1917 року почалася активна розробка власної валюти. Створенням своєї фінансової системи і грошових знаків, як ще одного чинника державотворення, опікувався Генеральний секретаріат фінансів та промисловості на чолі з Михайлом Туган-Барановським. 1 січня 1918 року Центральна Рада ухвалила «Тимчасовий закон про випуск державних кредитових білетів УНР». Першими українськими грошима стали банкноти «100 карбованців», оформлені художником-графіком Георгієм Нарбутом. Після проголошення самостійності УНР та з огляду на часті випадки фальшування нової купюри (яка робилася зі звичайного паперу, не мала захисних водяних знаків; окрім того більшовики, тікаючи з Києва, викрали і вивезли до Москви кліше грошового білета), Центральна Рада 1 березня 1918 року ухвалила закон «Про грошову одиницю, биття монети та друк кредитових державних білетів». Запроваджувалася нова грошова одиниця — гривня, «що має містити 8,712 долі щирого золота; гривня ділиться на 100 шагів; 2 гривні відповідають одному карбованцеві емісії 1917 р.». Загалом, серед інших номіналів, УНР 1918 року вводила в обіг десятигривневі лише одного зразка. З настанням радянського періоду в історії України, гроші у гривневому найменуванні зникли з обігу аж до середини 1990-х років. На початку 1920-х років, після розпуску УНР, Раднаркомом на землях Радянської України були запроваджені перші радянські карбованці (так звані «більшовицькі тисячки»).

### Сучасна Україна
У вересні 1991 року, після проголошення незалежности Україною у серпні того року на тлі розпаду Радянського Союзу, Верховною Радою УРСР було прийнято рішення щодо випуску банкнот-гривень. Однак перед введенням гривні спочатку, 1992 року, була запроваджена перехідна тимчасова валюта — купонокарбованець. Перші банкноти-гривні сучасної України були випущені НБУ в обіг лише через 4 роки, під час грошової реформи 1996 року, протягом 2—16 вересня.
Зі слів автора перших банкнот сучасної України Василя Лопати, у квітні 1991 року відомих художників УРСР запросили для участі в розробці ескізів нової української валюти. До складу колективу з розробки ескізів увійшли народний художник України Олександр Данченко, заслужений діяч мистецтв України Василь Перевальський, заслужені художники України: Володимир Юрчишин, Сергій Якутович і сам Василь Лопата. Робота по створенню банкнот проходила під егідою комісії Верховної Ради України з питань економічних реформ та управління народним господарством, а також комісії з питань культури й духовного відродження. У цій роботі взяли участь народні депутати України: Лесь Танюк, Павло Мовчан, Дмитро Павличко, Володимир Яворівський, Іван Заєць й інші. Ескізи банкнот розглядала Президія Верховної Ради під головуванням Леоніда Кравчука, який затвердив ескізи, підготовлені Василем Лопатою. На відміну від решти купюр, ескіз 10-гривневої купюри було затверджено після тривалої дискусії.
Загалом, з 1996 року НБУ було введено в обіг три покоління 10-гривневих банкнот. Через відсутність необхідного для цього обладнання — у першій половині 1990-х років банкноти доводилося друкувати у Канаді та Великій Британії. Надалі, з середини 1990-х років вони вже друкувалися в Україні. Всі покоління є різними за дизайном, зокрема: різноманітними не лише за коліром та малюнком, але і за розміром — якщо перші дві серії мали однаковий розмір, то у третій його вже зменшили; крім цього, з кожною наступною серією — ускладнювался система їхнього захисту від підробки.
14 березня 2018 року НБУ оголосив про введення в обіг монет номіналами 1, 2, 5 та 10 гривень, які поступово замінять банкноти відповідних номіналів, і 10-гривневі у тому числі. Монети номіналами 1 та 2 гривні були введено в обіг 27 квітня 2018 року, монети у 5 гривень — 20 грудня 2019 року, а монети у 10 гривень — 3 червня 2020 року. Причиною цього рішення стало те, що паперові банкноти слугують лише рік, тоді як монети — до 20 років. Відповідно це дозволило економити щороку до 1 млрд гривень. Щороку НБУ вилучав з обігу близько 800 млн штук зношених банкнот. Причому половина з них — номіналом від 1 до 10 гривень. З 1 жовтня 2023 року НБУ розпочав поступове вилучення з обігу 10-гривневих банкнот третього покоління. Ці банкноти перебувають в обігу до прийняття окремого рішення Правлінням НБУ щодо їх повного вилучення.
З 1 жовтня 2020 року, з метою поліпшення організації готівкового обігу, банкноти першого (1992 року випуску) та другого поколіннь (1994—2000 років випуску) — перестали бути законними платіжними засобами.
10-гривневі банкноти третього покоління після оголошення початку вилучення з обігу залишаються дійсним платіжним засобом. Ними можна продовжувати розраховуватися, їх не потрібно спеціально обмінювати. Водночас, потрапляючи в банки, вони більше не повертаються в готівковий обіг, а вилучаються банками та передаються до НБУ для утилізації. Після встановленої НБУ дати банкноти перестають бути платіжним засобом; усі магазини, ресторани, заклади сфери побуту не приймають їх під час готівкових розрахунків за товари та послуги; встановлюється часовий період для обміну на платіжні банкноти та монети у банках.

## Опис випусків УНР
17 жовтня 1918 року УНР ввела в обіг перші 10-гривневі банкноти, які були надруковані у Берліні. Автором ескізу 10 гривень був відомий художник Георгій Нарбут, у ньому він використав орнаменти українських книжкових гравюр XVII століття.
Аверс та реверс банкнот містив декоративні орнаменти позначення номіналу. Крім цього, на аверсі був зображений тризуб. Зворотній бік банкноти містив текст: «Державні кредитові білєти Української Народньої Республіки забезпечується всім державним майном Республіки. Державні кредитові білєти Української Народньої Республіки ходять нарівні з золотою монетою. За фальшування державних кредитових білєтів виновних карається позбавленням прав і тюрмою».
Водяний знак був представлений у вигляді чергування кілець і хрестів. Вони містили підписи Директору Державного Банку і Скарбника та мали восьмизначні однолітерні (А, Б, В, Г, Ґ) номери та підписи.
Банкноти були введені в грошовий обіг на території України 17 жовтня 1918 року й були вилучені протягом першої половини 1920-х років.
| Випуск 10-гривневої банкноти зразка 1918 року | Випуск 10-гривневої банкноти зразка 1918 року | Випуск 10-гривневої банкноти зразка 1918 року | Випуск 10-гривневої банкноти зразка 1918 року | Випуск 10-гривневої банкноти зразка 1918 року               | Випуск 10-гривневої банкноти зразка 1918 року       | Випуск 10-гривневої банкноти зразка 1918 року | Випуск 10-гривневої банкноти зразка 1918 року | Випуск 10-гривневої банкноти зразка 1918 року |
| Зображення                                    | Зображення                                    | Розміри                                       | Основний колір                                | Лицьова сторона                                             | Зворотна сторона                                    | Першого друку                                 | Введення                                      | Вилучення                                     |
| Лицьова сторона                               | Зворотна сторона                              | Розміри                                       | Основний колір                                | Лицьова сторона                                             | Зворотна сторона                                    | Першого друку                                 | Введення                                      | Вилучення                                     |
| --------------------------------------------- | --------------------------------------------- | --------------------------------------------- | --------------------------------------------- | ----------------------------------------------------------- | --------------------------------------------------- | --------------------------------------------- | --------------------------------------------- | --------------------------------------------- |
|                                               |                                               | 140 × 90                                      | Червоний                                      | Номінал, тризуб, пояснювальні написи, декоративні орнаменти | Номінал, пояснювальні написи, декоративні орнаменти | 1918                                          | 1918                                          | 1920                                          |

## Опис випусків сучасної України

### Загальне оформлення
10-гривневі банкноти всіх поколіннь традиційно містять на аверсі графічний портрет Івана Мазепи (1639—1709) — Гетьмана Війська Запорозького, голову козацької держави на Лівобережній (1687—1704) і всій Наддніпрянській Україні (1704—1709); а реверс першої та другої серії — панорамне зображення Києво-Печерської лаври, заснованої 1051 року, а третьої — Успенського собору, побудованого 1078 року.
Банкноти мали написи «Національний банк України» та «Україна» (крім третього покоління). Крім підпису Голів НБУ, банкноти першого покоління мали десятизначні номери, а всіх наступних поколіннь — дволітерні-семизначні номери. Вони друкуються на спеціальному білому папері, що має відтінок, який відповідає основному кольору банкноти.

### Елементи захисту
НБУ випускає банкноти, що мають сучасний дизайн та надійний захист від підроблення. Наявні елементи захисту на 10-гривневих банкнотах дозволяють гарантовано виявляти підроблені грошові знаки як при уважному візуальному та тактильному контролі без застосування спеціальних детекторів, так і за допомогою спеціального обладнання, що дозволяє перевіряти справжність банкнот в ультрафіолетовому та інфрачервоному діапазонах спектру.
| Елементи захисту             | Перше покоління | Друге покоління | Третє покоління |
| ---------------------------- | --------------- | --------------- | --------------- |
| Водяний знак                 | Так             | Так             | Так             |
| Захисна стрічка              | Так             | Так             | Так             |
| Рельєфні елементи            | Так             | Так             | Так             |
| Суміщений малюнок            | Ні              | Так             | Так             |
| Райдужний друк               | Ні              | Ні              | Так             |
| Антисканерна сітка           | Так             | Так             | Так             |
| Кодоване латентне зображення | Ні              | Ні              | Так             |
| Мікротекст                   | Так             | Так             | Так             |
| Знак для сліпих              | Ні              | Так             | Так             |
| Видимі захисні волокна       | Так             | Так             | Так             |
| Невидимі захисні волокна     | Ні              | Так             | Так             |
| Флуоресцентний номер         | Так             | Так             | Так             |
| Магнітний номер              | Так             | Так             | Так             |
| Прихований номінал           | Так             | Так             | Так             |
| Флуоресцентний друк          | Так             | Так             | Так             |
| Високий друк                 | Так             | Так             | Так             |
| Орловський друк              | Так             | Так             | Так             |
| Оптично-змінний елемент      | Ні              | Ні              | Так             |

| - Невидимі захисні зображення (аверс) - Невидимі захисні зображення (реверс) - Водяні знаки - Захисна стрічка |

### Перелік випусків

#### Банкноти першого покоління
Банкноти цієї серії друкувалися канадською фірмою «Canadian Bank Note Company» 1992 року. Вони мали водяний знак у формі тризубів, зображених світлими лініями, розташованими по всій площі купюр. Авторами ескізу банкнот є художники Василь Лопата й Борис Максимов.
Номер банкнот завжди починався з четвірки. Розмежувати номери з підписами Вадима Гетьмана чи Віктора Ющенка було неможливо, бо вони проставлялися на вже надрукованих банкнотах.
Банкноти ввели в обіг 1996 року. З 2003 року вони почали вилучатися з обігу, а 2020-го — перестали бути законним платіжним засобом.
| Перелік випусків 10-гривневих банкнот першого покоління | Перелік випусків 10-гривневих банкнот першого покоління | Перелік випусків 10-гривневих банкнот першого покоління | Перелік випусків 10-гривневих банкнот першого покоління | Перелік випусків 10-гривневих банкнот першого покоління | Перелік випусків 10-гривневих банкнот першого покоління | Перелік випусків 10-гривневих банкнот першого покоління | Перелік випусків 10-гривневих банкнот першого покоління | Перелік випусків 10-гривневих банкнот першого покоління | Перелік випусків 10-гривневих банкнот першого покоління | Перелік випусків 10-гривневих банкнот першого покоління |
| Підпис                                                  | Зображення                                              | Зображення                                              | Розміри (мм)                                            | Основний колір                                          | Опис                                                    | Опис                                                    | Дата                                                    | Дата                                                    | Дата                                                    | Дата                                                    |
| Підпис                                                  | Аверс                                                   | Реверс                                                  | Розміри (мм)                                            | Основний колір                                          | Аверс                                                   | Реверс                                                  | друку                                                   | випуску                                                 | початку вилучення                                       | неплатіжності                                           |
| ------------------------------------------------------- | ------------------------------------------------------- | ------------------------------------------------------- | ------------------------------------------------------- | ------------------------------------------------------- | ------------------------------------------------------- | ------------------------------------------------------- | ------------------------------------------------------- | ------------------------------------------------------- | ------------------------------------------------------- | ------------------------------------------------------- |
| Вадим Гетьман                                           |                                                         |                                                         | 135 × 70                                                | Фіолетовий                                              | Гетьман Іван Мазепа                                     | Києво-Печерська лавра                                   | 1992                                                    | 2 вересня 1996                                          | 15 липня 2003                                           | 1 жовтня 2020                                           |
| Віктор Ющенко                                           |                                                         |                                                         | 135 × 70                                                | Фіолетовий                                              | Гетьман Іван Мазепа                                     | Києво-Печерська лавра                                   | 1992                                                    | 2 вересня 1996                                          | 15 липня 2003                                           | 1 жовтня 2020                                           |

#### Банкноти другого покоління
Частина банкнот цієї серії друкувалися британською фірмою «De La Rue» 1994 року, а інша частина — Банкнотно-монетним двором НБУ (надалі всі українські банкноти друкувалися лише на цьому підприємстві) 1994 і 2000 років.
Одними із нововведень серії стало: вживлена у папір захисна стрічка з повторюваним написом «Україна»; водяний знак у вигляді портрету Мазепи, розташований у білому полі ліворуч купюри; знак для сліпих; суміщений малюнок.
Банкноти ввели в обіг 1997 року. З 2010 року вони почали вилучатися з обігу, а 2020-го — перестали бути законним платіжним засобом.
| Перелік випусків 10-гривневих банкнот другого покоління | Перелік випусків 10-гривневих банкнот другого покоління | Перелік випусків 10-гривневих банкнот другого покоління | Перелік випусків 10-гривневих банкнот другого покоління | Перелік випусків 10-гривневих банкнот другого покоління | Перелік випусків 10-гривневих банкнот другого покоління | Перелік випусків 10-гривневих банкнот другого покоління | Перелік випусків 10-гривневих банкнот другого покоління | Перелік випусків 10-гривневих банкнот другого покоління | Перелік випусків 10-гривневих банкнот другого покоління | Перелік випусків 10-гривневих банкнот другого покоління |
| Підпис                                                  | Зображення                                              | Зображення                                              | Розміри (мм)                                            | Основний колір                                          | Опис                                                    | Опис                                                    | Дата                                                    | Дата                                                    | Дата                                                    | Дата                                                    |
| Підпис                                                  | Аверс                                                   | Реверс                                                  | Розміри (мм)                                            | Основний колір                                          | Аверс                                                   | Реверс                                                  | друку                                                   | випуску                                                 | початку вилучення                                       | неплатіжності                                           |
| ------------------------------------------------------- | ------------------------------------------------------- | ------------------------------------------------------- | ------------------------------------------------------- | ------------------------------------------------------- | ------------------------------------------------------- | ------------------------------------------------------- | ------------------------------------------------------- | ------------------------------------------------------- | ------------------------------------------------------- | ------------------------------------------------------- |
| Віктор Ющенко                                           |                                                         |                                                         | 133 × 66                                                | Темно-синьо-червоний                                    | Гетьман Іван Мазепа                                     | Києво-Печерська лавра                                   | 1994                                                    | 1 вересня 1997                                          | 1 січня 2010                                            | 1 жовтня 2020                                           |
| Володимир Стельмах                                      |                                                         |                                                         | 133 × 66                                                | Темно-синьо-червоний                                    | Гетьман Іван Мазепа                                     | Києво-Печерська лавра                                   | 2000                                                    | 8 листопада 2000                                        | 1 січня 2010                                            | 1 жовтня 2020                                           |

#### Банкноти третього покоління (1-й тип)
Банкноти цієї серії друкувалися 2004 і 2005 років. Одними із нововведень серії стало: на аверсі, біля портрету Мазепи, з'явився Герб «Курч»; поява логотипу НБУ, книжки і кобза поряд із зображенням Успенського собору; водяний знак представлений, крім портрету Мазепи, символом гривні; вживлена в папір захисна стрічка з написом «10 ГРН», тризубом, і цифрою «10» у два рядки (була використана і у наступній серії); кодоване латентне зображення; та рядки з однієї із дум Мазепи: «А за віру хоч умріте і вольностей бороніте»
На думку деяких експертів, обличчя Івана Мазепи насправді було «змальованим» з портрета його наступника — Пилипа Орлика.
Банкноти ввели в обіг 1 листопада 2004 року. З 2023 року банкноти почали поступово вилучатися, хоча вони зникли з обігу набагато раніше.
| Перелік випусків 10-гривневих банкнот третього покоління першого типу | Перелік випусків 10-гривневих банкнот третього покоління першого типу | Перелік випусків 10-гривневих банкнот третього покоління першого типу | Перелік випусків 10-гривневих банкнот третього покоління першого типу | Перелік випусків 10-гривневих банкнот третього покоління першого типу | Перелік випусків 10-гривневих банкнот третього покоління першого типу | Перелік випусків 10-гривневих банкнот третього покоління першого типу | Перелік випусків 10-гривневих банкнот третього покоління першого типу | Перелік випусків 10-гривневих банкнот третього покоління першого типу | Перелік випусків 10-гривневих банкнот третього покоління першого типу | Перелік випусків 10-гривневих банкнот третього покоління першого типу |
| Підпис                                                                | Зображення                                                            | Зображення                                                            | Розміри (мм)                                                          | Основний колір                                                        | Опис                                                                  | Опис                                                                  | Дата                                                                  | Дата                                                                  | Дата                                                                  | Дата                                                                  |
| Підпис                                                                | Аверс                                                                 | Реверс                                                                | Розміри (мм)                                                          | Основний колір                                                        | Аверс                                                                 | Реверс                                                                | друку                                                                 | випуску                                                               | початку вилучення                                                     | статус                                                                |
| --------------------------------------------------------------------- | --------------------------------------------------------------------- | --------------------------------------------------------------------- | --------------------------------------------------------------------- | --------------------------------------------------------------------- | --------------------------------------------------------------------- | --------------------------------------------------------------------- | --------------------------------------------------------------------- | --------------------------------------------------------------------- | --------------------------------------------------------------------- | --------------------------------------------------------------------- |
| Сергій Тігіпко                                                        |                                                                       |                                                                       | 124 × 66                                                              | Червоно-малиновий                                                     | Гетьман Іван Мазепа                                                   | Успенський собор                                                      | 2004                                                                  | 1 листопада 2004                                                      | 1 січня 2023                                                          | В обігу                                                               |
| Володимир Стельмах                                                    |                                                                       |                                                                       | 124 × 66                                                              | Червоно-малиновий                                                     | Гетьман Іван Мазепа                                                   | Успенський собор                                                      | 2005                                                                  | 1 липня 2005                                                          | 1 січня 2023                                                          | В обігу                                                               |

#### Банкноти третього покоління (2-й тип)
Другий тип банкнот друкувався 2006, 2011, 2013 і 2015 років. Вони мали аналогічний попереднім випускам дизайн та елементи захисту, але портрет Івана Мазепи на них був сірого кольору, тоді як на банкнотах першого типу — коричневим.
Банкноти другого типу були введені вводилися в обіг 4 серпня 2006 року. Наразі вони знаходяться в обігу. З 1 січня 2023 року почався процес їх поступового вилучення з обігу.
| Перелік випусків 10-гривневих банкнот третього покоління другого типу | Перелік випусків 10-гривневих банкнот третього покоління другого типу | Перелік випусків 10-гривневих банкнот третього покоління другого типу | Перелік випусків 10-гривневих банкнот третього покоління другого типу | Перелік випусків 10-гривневих банкнот третього покоління другого типу | Перелік випусків 10-гривневих банкнот третього покоління другого типу | Перелік випусків 10-гривневих банкнот третього покоління другого типу | Перелік випусків 10-гривневих банкнот третього покоління другого типу | Перелік випусків 10-гривневих банкнот третього покоління другого типу | Перелік випусків 10-гривневих банкнот третього покоління другого типу | Перелік випусків 10-гривневих банкнот третього покоління другого типу |
| Підпис                                                                | Зображення                                                            | Зображення                                                            | Розміри (мм)                                                          | Основний колір                                                        | Опис                                                                  | Опис                                                                  | Дата                                                                  | Дата                                                                  | Дата                                                                  | Дата                                                                  |
| Підпис                                                                | Аверс                                                                 | Реверс                                                                | Розміри (мм)                                                          | Основний колір                                                        | Аверс                                                                 | Реверс                                                                | друку                                                                 | випуску                                                               | початку вилучення                                                     | статус                                                                |
| --------------------------------------------------------------------- | --------------------------------------------------------------------- | --------------------------------------------------------------------- | --------------------------------------------------------------------- | --------------------------------------------------------------------- | --------------------------------------------------------------------- | --------------------------------------------------------------------- | --------------------------------------------------------------------- | --------------------------------------------------------------------- | --------------------------------------------------------------------- | --------------------------------------------------------------------- |
| Володимир Стельмах                                                    |                                                                       |                                                                       | 124 × 66                                                              | Червоно-малиновий                                                     | Гетьман Іван Мазепа                                                   | Успенський собор                                                      | 2006                                                                  | 4 серпня 2006                                                         | 1 січня 2023                                                          | в обігу                                                               |
| Сергій Арбузов                                                        |                                                                       |                                                                       | 124 × 66                                                              | Червоно-малиновий                                                     | Гетьман Іван Мазепа                                                   | Успенський собор                                                      | 2011                                                                  | 1 липня 2011                                                          | 1 січня 2023                                                          | в обігу                                                               |
| Ігор Соркін                                                           |                                                                       |                                                                       | 124 × 66                                                              | Червоно-малиновий                                                     | Гетьман Іван Мазепа                                                   | Успенський собор                                                      | 2013                                                                  | 1 вересня 2013                                                        | 1 січня 2023                                                          | в обігу                                                               |
| Валерія Гонтарева                                                     |                                                                       |                                                                       | 124 × 66                                                              | Червоно-малиновий                                                     | Гетьман Іван Мазепа                                                   | Успенський собор                                                      | 2015                                                                  | 11 квітня 2016                                                        | 1 січня 2023                                                          | в обігу                                                               |

## Кількість банкнот в обігу
Станом на 1 липня 2023 року в обігу в Україні перебувало 89,5 млн штук 10-гривневих банкнот, що складає 3,3 % від загальної кількості банкнот всіх номіналів.